# خالد أنور
خالد أنور (22 يوليو 1995 -) هو ممثل مصري.

## حياته ونشأته
وُلد في 22 يوليو 1995 بمحافظة القاهرة، وتخرّج في قسم التمثيل والإخراج من المعهد العالي للفنون المسرحية، وشارك في الكثير من الأعمال السينمائية والتليفزيونية.

## مسيرته الفنية
شارك خالد أنور منذ سن مبكرة بالتمثيل في المسرحيات بالمدرسة، ثم درس بعد ذلك التمثيل والإخراج في المعهد العالي للفنون المسرحية، وهناك شاهده المخرج المصري شريف إسماعيل أثناء مُشاركته في إحدى العروض المسرحية على مسرح الجامعة وأعجب بتمثيله فأسند إليه أول أدواره السينمائية.
كان خالد أنور على موعد مع بداية مسيرته الفنية الحقيقية في عام 2015 حين شارك في بطولة فيلم الجيل الرابع من إخراج المخرج المصري أحمد نادر جلال، ثم شارك بعد ذلك في حلقات الموسم الثاني من برنامج البلاتوه مع الفنان أحمد أمين، ومن ثمّ توالت مشاركاته في العديد من الأعماله السينمائية والتليفزيونية والإذاعية، والتي كان من أبرزها أدواره في مسلسلات عوالم خفية، وزودياك، والنمر، وكأنه امبارح، وهذا المساء، وتحقيق.

## أعماله

### أفلام
- 2023: بضع ساعات في يوم ما.[3]
- 2022: قمر 14 (في دور ياسين).[4]
- 2021: شريط 6
- 2015: الجيل الرابع (في دور ياسر الجوب)

### مسلسلات
- 2022: تحقيق (في دور خالد)
- 2021: ورق التوت.
- 2021: النمر (في دور حسن)
- 2021: هجمة مرتدة (في دور حازم)
- 2020: إلا أنا (في دور شريف)
- 2020: خيانة عهد (في دور هشام)
- 2020: سكر زيادة (في دور وائل)
- 2020: في كل أسبوع يوم جمعة (في دور عبد الرحمن رياض)
- 2020: مملكة إبليس - الجزء الثاني: نار الجنة (في دور بودي)
- 2019: مملكة إبليس - الجزء الأول: أسطورة الأساطير (في دور بودي)
- 2019: زودياك (في دور شريف)
- 2019: طلقة حظ (في دور حسن)
- 2018: أبو عمر المصري (في دور سلام)
- 2018: عوالم خفية (في دور عز "زيزو")
- 2018: كأنه امبارح (في دور مروان)
- 2017: هذا المساء (في دور تريكة)

### مسلسلات إذاعية
- 2016: سر أناليا (في دور رامي)

## روابط خارجية
- خالد أنور على موقع IMDb (الإنجليزية)
- خالد أنور على موقع قاعدة بيانات الأفلام العربية
- خالد أنور على موقع قاعدة بيانات الفيلم (الإنجليزية)